# Cucal africà
El cucal africà (Centropus grillii) és una espècie d'ocell de la família dels cucúlids (Cuculidae) que habita zones amb herba i aiguamolls de la major part de l'Àfrica Subsahariana.